# Marian Myszko
Marian Myszko (ur. 9 lutego 1947) – polski perkusista, flecista, wokalista, skrzypek.

## Życiorys
Absolwent Liceum Muzycznego w Gdańsku. Od czerwca 1969 do końca 1971 roku perkusista zespołu Wanderpol pod kier. Włodzimierza Wandera z którym dokonał nagrań radiowych i płytowych oraz akompaniował piosenkarce Danie Lerskiej, zaś podczas dwóch tras koncertowych po ZSRR poza Lerską także następującym wykonawcom, a byli to: Maria Koterbska, Stanisława Kowalczyk, Marian Jonkajtys, Zdzisław Słowiński, Piotr Loretz, Rena Rolska, Siostry Panas, Marek Lewandowski, Wiktor Zatwarski. Od stycznia do maja 1972 roku członek zespołu instrumentalnego pod kier. Antoniego Kopffa, który towarzyszył Particie. Wiosną 1972 roku rozpoczął współpracę z Jerzym Grunwaldem, wchodząc w skład jego zespołu En Face w barwach którego nagrał jego EP-kę pt. O zachodzie (1972), singiel (SP-412) z dwiema piosenkami z tego wydawnictwa i debiutancki longplay zatytułowany Jerzy Grunwald & En Face (1973), a także nagrania radiowe, które ukazały się na płycie Na tych samych ulicach. Niepublikowane nagrania z lat 1971–1975 (2016) – występował również w Telewizji Polskiej. Współpraca z formacją Grunwalda zakończyła się w 1973 roku, zaś muzyk wyemigrował do Stanów Zjednoczonych, gdzie grał w tamtejszych lokalach. W październiku 1977 roku wziął udział w sesji nagraniowej albumu Krzysztofa Klenczona pt. The Show Never Ends (grał na perkusji i tamburynie), która miała miejsce w Universal Recording Studio w Chicago.
Od wielu lat gra na skrzypcach w amerykańskich orkiestrach symfonicznych, mając na swym koncie współpracę z: Boca Raton Symphonia, Cloister Chamber Orchestra (Indianapolis), Florida Philharmonic Orchestra, Sinfonia da Camera Chamber Orchestra (Champaign w Illinois), czy Opus One Orchestra. Mieszka w mieście Boca Raton na Florydzie w Stanach Zjednoczonych.